# Pseudo-borstelwitvoetmuis
De pseudo-borstelwitvoetmuis (Peromyscus fraterculus pseudocrinitus)  is een zoogdier uit de familie van de Cricetidae. De wetenschappelijke naam van de soort werd voor het eerst geldig gepubliceerd door Burt in 1932.